# CNL Lifestyle Properties
Pour les articles homonymes, voir CNL et Lifestyle.
CNL Lifestyle Properties est une société civile de placement immobilier. L'entreprise achète des propriétés de villégiature aux États-Unis, mais n'est pas impliquée dans la gestion des propriétés qu'elle détient. Elle a été lancée en 1973 par James Seneff.
La fiducie est gérée par CNL Financial Group. Les divisions de la société comprennent CNL Commercial Real Estate, CNL Securities Corp., CNL Growth Properties, CNL Healthcare Properties, Global Income Trust et Corporate Capital Trust.

En 2003, une division de la société a acheté cinq hôtels avec Hilton Hotels pour un total de 402 millions de dollars. CNL a vendu ses avoirs hôteliers en 2007. Les FPI de CNL possédaient de nombreux centres de villégiature et hôtels majeurs tels que Darien Lake, Frontier City, Elitch Gardens, Okemo Mountain, Sugarloaf ski resort, Jiminy Peak, Wild Waves Theme Park et Magic Springs and Crystal Falls. Partenaire de PARC Management durant plusieurs années, CNL Lifestyle Properties annonce le 25 janvier 2011 la nouvelle gestion de ses huit parcs de loisirs.
CNL vend ses parcs à thème et la station de ski Northstar California à la société d'investissement immobilier cotée EPR Properties. Les stations de ski restantes ont été vendues à Och-Ziff Capital Management.

## Propriétés
La société possède partiellement ou en totalité les propriétés suivantes :

### Stations de ski
- Northstar at Tahoe, Californie
- Mountain High, Californie
- Sierra-at-Tahoe, Californie
- The Summit at Snoqualmie, Washington
- Loon Mountain, New Hampshire
- Bretton Woods Mountain Resort, New Hampshire
- Brighton Ski Resort, Utah
- Sugarloaf, Maine
- Sunday River, Maine

### Parcs de loisirs
- Darien Lake Theme Park Resort, New York
- Elitch Gardens, Colorado
- Frontier City, Oklahoma
- Magic Springs and Crystal Falls, Arkansas
- Wild Waves Theme Park, Washington
- Whitewater Bay (à proximité de Frontier City, Oklahoma)
- SplashTown Waterpark Houston, Texas
- WaterWorld California